# 질의 확장
질의 확장은 검색품질을 향상시키기 위해 입력된 질의를 변형시키는 정보검색 오퍼레이션을 말한다. 웹 검색엔진 관점에서 보면, 질의확장은 검색창에 사용자가 입력한 질의 등을 분석한 다음 더 많은 적합문서를 찾기 위해 질의단어를 추가하는 것을 의미한다. 질의확장 기법에는 다음과 같은 것들이 있다:
- 질의단어의 동의어를 찾아내어, 그 동의어들이 포함된 문서까지도 검색해내는 방식
- 질의단어의 다양한 형태론적 변형어들을 찾아내어, 그 변형어들이 포함된 문서까지도 검색해내는 방식
- 질의단어의 철자오류 등을 교정한 뒤, 교정된 질의어가 포함된 문서들을 검색해내는 방식
- 질의의 각 단어에 대한 가중치를 새롭게 부여한 뒤, 이에 따라 문서들을 순위화하는 방식

질의확장은 전산과학 분야, 특히 정보검색과 자연언어처리 분야에서 활발히 연구되고 있다.